# Włodawa
Włodawa is een stad in het Poolse woiwodschap Lublin, gelegen in de powiat Włodawski. De oppervlakte bedraagt 18,67 km², het inwonertal 13.814 (2005).

## Geschiedenis
In de Tweede Wereldoorlog was bij het dorp het nazi-werkkamp kamp Włodawa. Het kamp werd gesticht voor slaven die de waterloop van de beken moesten reguleren. Tijdens Aktion Reinhard ressorteerde het kamp onder kamp Sobibor. In Włodawa is nog een synagoge. Er is een gedenkteken voor de gebeurtenissen die in 1942 op het sportveld hebben plaatsgevonden.

## Verkeer en vervoer
- Station Włodawa